# La Vega (Cundinamarca)
La Vega, oficialmente San Juan de La Vega, es un municipio colombiano del departamento de Cundinamarca, ubicado en la provincia del Gualivá, a 54 km de Bogotá, y a 45 minutos de la misma por la autopista que conduce a Medellín. Tiene bajo su jurisdicción el centro poblado: El Vino.

## Toponimia

### Origen lingüístico[3]
- Familia lingüística: prerromana.
- Lengua: no determinada.

### Significado
Vega proviene de la voz prerromana vaica, hace referencia a "la parte de tierra baja y fértil regada por un río". También se le llama vega a un prado que se encuentra cercano a un río, una laguna o cualquier cuerpo de agua sujeto a inundaciones. Vaica posiblemente está emparentado con el vocablo indoeuropeo wed que expresa los sentidos de "agua, mojado".

### Origen/motivación
El nombre del municipio se relaciona con el hecho de estar ubicado en un valle denominado Vega de San Juan, por donde se agrupan varias fuentes hídricas, entre ellas el río Tabacal y el río Dulce, este último cruza el publo directamente.

### Nombres históricos
- San Juan de la Vega (1605)
- San Juan de la Vega y Chinga Caliente (1785)

## Historia
En la época precolombina, el territorio del actual municipio de La Vega estuvo habitado por los indios doymas y los bulucaymas, clanes que pertenecían a la nación Panche.
El pueblo fue fundado el 12 de junio de 1605 por el oidor Alonso Vásquez de Cisneros. Inicialmente se llamó Chambata y después La Vega, por sus características geográficas. Un poco más tarde tomó el nombre de San Juan de La Vega porque la población fue consagrada al apóstol San Juan. En 1777, La Vega se erigió como parroquia de blancos y dijo la primera misa el padre Matías Cabal de Melodías y Pinzón.

## Geografía
La temperatura media anual está entre los 22 y los 27  °C.

### Límites
La Vega está delimitado por los siguientes municipios:
| Noroeste: Nocaima                    | Norte: Vergara  | Nordeste: Supatá                |
| Oeste: Sasaima                       |                 | Este: San Francisco de Sales    |
| Suroeste: Entre Sasaima y Facatativá | Sur: Facatativá | Sureste: San Francisco de Sales |

## Símbolos
Escudo
Francisco José Latorre Vargas.

Bandera
Constituida por los colores verde, roja y blanca.
Himno
Letra escrita por el doctor Fradique Méndez.
Música compuesta por el maestro Miguel Ochoa.

## Datos básicos
- Temperatura media: 22 A 27  °C.
- Cultura: turístico, festival de bandas, festival de tunas, festival de danza y teatro y escuelas de formación. Además, en la actualidad en los territorios rurales los habitantes han aprendido a optimizar sus tierras con la plantación palma de cera para uso de combustibles amigables con el medio ambiente, la típica plantación de café en toda la región y una enorme cantidad de plantaciones de frutas que hacen de la Vega una tierra supremamente fértil y muy llamativa para personas de todo tipo de personas, empezando por personas de la tercera edad que quiera una vida pacífica con un clima espectacular y habitantes siempre dispuestos a colaborarse entre sí.

## Turismo
- Laguna del Tabacal: queda aproximadamente 9 km de la zona urbana del pueblo. De esta laguna se cuentan muchas historias derivadas de la cultura indígena nativa en sus primeros inicios.
- Cerro del Butulú: queda aproximadamente a 3 o 4 km de la zona urbana del pueblo. El cerro de Butulú es un excelente mirador de todo el municipio y algunos de sus alrededores, se puede ingresar caminando a la zona para disfrutar de toda la naturaleza, la caminata dura aproximadamente 2 horas. Desde el parque central de La Vega hasta el mirador como tal.

Se destacan: 
Un clima cálido y agradable para todo tipo de personas, hermosas montañas y naturaleza.
También se destaca su variadad gastronomía típica de la región y de Colombia en general.
También se puede disfrutar aproximadamente a 55 minutos del casco urbano las hermosas cascadas de la región, que se nutren por varios ríos y nacederos.

## Servicios públicos
- Energía Eléctrica: Enel es la empresa prestadora del servicio de energía eléctrica.
- Gas Natural: Alcanos de Colombia es la empresa distribuidora y comercializadora de gas natural en el municipio.